# Jean Hamburger
Jean Hamburger (* 15. Juli 1909 in Paris; † 1. Februar 1992 ebenda) war ein französischer Arzt und Essayist, der 1953 in Paris die weltweit erste erfolgreiche Nierentransplantation von einem Lebendspender durchführte, Mitglied der Académie des sciences war und 1985 zum Mitglied der Académie française gewählt wurde.

## Leben

### Arzt und Spezialist für Nierenerkrankungen
Hamburger begann nach dem Schulbesuch zunächst ein Studium der Wissenschaften an der Universität von Paris Sorbonne und nahm danach auch ein Studium der Medizin auf. Nach dem Studienabschluss wurde er 1936 Assistenzarzt und 1945 Krankenhausarzt, ehe er nach Ablegung der Agrégation 1949 Arzt am Kinderkrankenhaus Hôpital Necker–Enfants malades wurde. 1947 war er Gründer und Präsident der Fondation pour la recherche médicale (FRM). Dort führte er 1953 die weltweit erste erfolgreiche Nierentransplantation von einem Lebendspender durch, die der 16-jährige Patient, der die Niere von seiner Mutter erhielt, allerdings nur kurz überlebte.
Ebenfalls 1953 legte er ein erstes Konzept für die Begründung der Intensivmedizin in Frankreich vor und schuf ein weiteres Konzept für die Nephrologie zum Studium der Nieren und der Nierenerkrankungen. 1955 führe Hamburger die erste Dialyse in Frankreich durch. Danach wurde er 1958 Professor an der Klinik für Nephrologie des Hôpital Necker und bekleidete diese Funktion bis 1982. Zeitgleich war er Leiter eines Forschungslaboratoriums des Institut national de la santé et de la recherche médicale (INSERM) sowie des Centre national de la recherche scientifique (CNRS) zur Erforschung der Nieren und der Transplantationsimmunologie. Während dieser Zeit gelang ihm 1959 die erste erfolgreiche Nierentransplantation zwischen zweieiigen Zwillingen sowie schließlich 1962 zwischen Nicht-Zwillingen. In den folgenden Jahren machte er grundlegende Forschungen zur Immunologie bei Nierenerkrankungen, zur Transplantationsimmunologie sowie zur Autoimmunerkrankung.

### Literarische Arbeiten und Ehrungen
Seit 1972 verfasste Hamburger, der bereits eine Vielzahl von medizinischen Fachbüchern zu Nierenerkrankungen geschrieben hatte, Essays und Bücher, die sich mit der menschlichen Kondition, den Ursachen der Fragilität der modernen Welt, der Suche nach einem Gleichgewicht zwischen Biologie und spirituellen Bedürfnissen der Menschheit und den Grenzen sowie der Zensur des Wissens beschäftigten. Darüber hinaus setzte er sich für die Verwendung der französischen Sprache in der Medizin ein und verfasste ein französischsprachiges medizinisches Wörterbuch. 1972 erhielt er den Prix Femina Vacaresco, der zuvor unter anderem Marguerite Yourcenar verliehen worden war.
Im Jahr 1974 wurde er Mitglied der Académie des sciences, deren Präsident er von 1981 bis 1982 war, sowie 1975 Mitglied der Académie nationale de Médecine. Daneben war er nicht nur Mitglied von ausländischen Akademien, sondern auch Ehrendoktor zahlreicher ausländischer Universitäten. Darüber hinaus engagierte er sich als Präsident des Verwaltungsrates und des Wissenschaftsrates des Palais de la découverte sowie als Mitglied der Beiräte der Ehrenlegion, des Ordre des Arts et des Lettres und des Musée de l’Homme.
Hamburger, der 1979 den Prix Cino del Duca und den Prix Balzac erhielt, war außerdem Großoffizier der Ehrenlegion und des Ordre national du Mérite sowie Kommandeur des Ordre des Arts et des Lettres.
Am 18. April 1985 wurde er als Nachfolger des 1975 „zurückgetretenen“ Pierre Emmanuel zum Mitglied der Académie française gewählt und nahm dort bis zu seinem Tod den vierten Sessel (Fauteuil 4) ein.

## Veröffentlichungen
- Les Migraines, 1935
- Physiologie de l’innervation rénale, 1936
- Petite encyclopédie médicale, 1942
- Traité de pathologie médicale, 3 Bände, 1948
- Nouveaux procédés d’exploration fonctionnelle du rein, 1949
- Le Retentissement humoral de l’insuffisance rénale, 1951
- Métabolisme de l’eau, 1952
- Techniques de réanimation médicale, 1954
- L’insuffisance rénale, 1961
- Conseils aux étudiants en médecine, 1963
- Traité de néphrologie, 2 Bände, 1966
- La transplantation rénale, 1971
- Structure and function of the kidney, 1971
- La Puissance et la Fragilité, 1972
- Dictionnaire de médecine, préface et direction, 1975
- L’Homme et les Hommes, 1976
- Néphrologie, 2 Bände, 1979
- Demain, les autres, 1979
- Un jour, un homme..., 1981
- Introduction au langage de la médecine, 1982
- Le journal d’Harvey, 1983
- La Raison et la Passion, 1984
- Le Dieu foudroyé, 1985
- Le Miel et la Ciguë, 1986
- Monsieur Littré, 1988
- La plus belle aventure du monde, 1988
- Zouchy et quelques autres histoires, 1988
- Dictionnaire promenade, 1989
- La Puissance et la Fragilité. Vingt ans après, 1990
- Le Livre de l’aventure humaine, 1990
- Les Belles Imprudences, Réflexion sur la condition humaine, 1991